# فرهاد ویلکیجی
فرهاد ویلکیجی (زادهٔ ۱۷ دی ۱۳۵۰ تهران) طراح هنری (طراح صحنه، دکور و لباس) سینما و فیلمساز. دانش‌آموخته طراحی داخلی و صنایع چوب، با دستیاری مجید میرفخرایی (طراح صحنه و لباس) در پروژه جهان پهلوان تختی به کارگردانی علی حاتمی کار طراحی صحنه و لباس را شروع کرد و از سال ۱۳۷۶ مستقلاً به کار طراحی صحنه و لباس مشغول است.
پانزده سال در سینمای ایران به عنوان، مدیر هنری، طراح صحنه و لباس و طراحی فیلم فعالیت داشته‌است. دو فیلم سینمایی میم مثل مادر (۲۰۰۷) و بدرود بغداد (۲۰۱۰) به طراحی فرهاد ویلکیجی به عنوان نماینده ایران در اسکار ۲۰۰۷ از سوی بنیاد فارابی انتخاب شد.
فرهاد ویلکیجی از سال ۱۳۸۹ به هلند مهاجرت کرده‌است و همزمان با ادامه تحصیل در رشته هنر و تجارت، به کارگردانی فیلم و نیز طراحی صحنه و لباس فیلم ادامه کار داده‌است و چند فیلم داستانی و مستند، چندین ویدیو کلیپ کارگردانی و چند فیلم سینمایی را برای سینمای ایران مثل یک روز دیگر به کارگردانی آقای حسن فتحی (کارگردان) و … و اروپا طراحی کرده‌است.
او همچنان در ایران عضو پیوسته انجمن طراحان سینما است. همچین فرهاد ویلکیجی عضو آکادمی داوری جشن خانه سینما بوده‌است و در هلند از سال ۲۰۱۲ تا کنون عضو اصلی هییت داوری فیلم فستیوال بین‌المللی سینکس همچنین عضو ثابت سینماگران حرفه‌ای هلند (Filmpeople)، تنها عضو فیلمساز (Werkelijkheid) و مشاور داوری فیلم فستیوال بین‌المللی ایدفا است.

## فیلم شناسی

### طراح هنری فیلم سینمایی
1. دست‌نوشته‌ها نمی‌سوزند

1. یک روز دیگر (۱۳۹۰)

1. بدرود بغداد (۱۳۸۸)
2. نیش زنبور (۱۳۸۸)
3. خاک آشنا (۱۳۸۶)
4. قرنطینه (۱۳۸۶)
5. بی‌وفا (۱۳۸۵)
6. حس پنهان (۱۳۸۵)
7. مقلد شیطان (۱۳۸۵)
8. میم مثل مادر (۱۳۸۵)
9. به نام پدر (فیلم ۱۳۸۴) (۱۳۸۴)
10. پیشنهاد ۵۰ میلیونی (۱۳۸۴)
11. رؤیای خیس (۱۳۸۴)
12. تردست (۱۳۸۳)
13. ما همه خوبیم (۱۳۸۳)
14. شمعی در باد (۱۳۸۲)
15. مارمولک (۱۳۸۲)
16. دختری در قفس (۱۳۸۱)
17. بچه‌های نفت (۱۳۷۸)
18. رؤیای سبز (۱۳۷۸)
19. دوزخ، برزخ، بهشت (۱۳۸۷)
20. یک وجب از آسمان (۱۳۸۷)
21. بیست و یک اینچ (۱۳۸۲)
22. گاهی به آسمان نگاه کن (۱۳۸۱)
23. مرد بارانی (۱۳۷۸)

### طراح هنری سریال
1. روزگار قریب (کیانوش عیاری)[۳]
2. بانو (فرید سجادی حسینی)[۴]
3. دوران سرکشی (کمال تبریزی)[۵]

### طراح هنری فیلم تلویزیونی
1. ماهرخ (حمیدرضا حافطی)[۶]

## کارگردانی فیلم
1. داستانی لیلی

1. داستانی هم‌گام شده (Synchronized)
2. داستانی تعلیق (Suspension)

## جوایز و افتخارها
- بهترین طراحی صحنه به خاطر خلق موفق فضای دو کشور خارجی در داخل ایران به انتخاب سایت پرده سینما[۷]
- نامزد دریافت تندیس بهترین طراحی صحنه و لباس از دهمین جشن خانه سینما برای فیلم میم مثل مادر[۸]
- نامزد دریافت تندیس بهترین طراحی صحنه و لباس از یازدهمین جشن خانه سینما برای فیلم خاک آشنا[۹]